# Греция на летних Олимпийских играх 1984
Греция принимала участие в Летних Олимпийских играх 1984 года в Лос-Анджелесе (США) в двадцатый раз за свою историю и завоевала одну бронзовую и одну серебряную медали. Сборную страны представляли 4 женщины.

## 02!Серебро
- Греко-римская борьба, мужчины — Димитриос Танопулос.

## 03!Бронза
- Греко-римская борьба, мужчины — Хараламбос Холидис.

## Результаты соревнований

### Академическая гребля
В следующий раунд из каждого заезда проходили несколько лучших экипажей (в зависимости от дисциплины). В финал A выходили 6 сильнейших экипажей, ещё 6 экипажей, выбывших в полуфинале, распределяли места в малом финале B
Мужчины
| Соревнование | Спортсмены          | Предварительный заезд | Предварительный заезд | Предварительный заезд | Отборочный заезд | Отборочный заезд | Отборочный заезд | Полуфинал | Полуфинал | Полуфинал | Финал   | Финал   | Итоговое место |
| Соревнование | Спортсмены          | Заезд                 | Время                 | Место                 | Заезд            | Время            | Место            | Заезд     | Время     | Место     | Время   | Место   | Итоговое место |
| ------------ | ------------------- | --------------------- | --------------------- | --------------------- | ---------------- | ---------------- | ---------------- | --------- | --------- | --------- | ------- | ------- | -------------- |
| одиночки     | Костас Контоманолис | 2                     | 7:35,92               | 3                     | 3                | 7:25,15          | 1 Q              | 1         | 7:23,99   | 3 QA      | Финал A | Финал A | 6              |
| одиночки     | Костас Контоманолис | 2                     | 7:35,92               | 3                     | 3                | 7:25,15          | 1 Q              | 1         | 7:23,99   | 3 QA      | 7:17,03 | 6       | 6              |